# Węgorzyno (Darnowo)
Węgorzyno (kaszb. Wãgòrzëno) – część wsi Darnowo w Polsce, położona w województwie pomorskim, w powiecie słupskim, w gminie Kępice, przy trasie linii kolejowej Korzybie-Miastko.
W latach 1975–1998 Węgorzyno administracyjnie należało do województwa słupskiego.